# Universitat Politècnica de Madrid
La Universitat Politècnica de Madrid (en castellà: Universidad Politécnica de Madrid, UPM), és una universitat pública situada a la Ciutat Universitària de Madrid, Espanya, fundada el 1971 en agrupar diversos centres ja centenaris adscrits a diferents organismes. Les seves facultats o escoles imparteixen majoritàriament ensenyaments tècnics, ja que les ciències experimentals i les humanitats van ser agrupades a la Universitat Complutense de Madrid.

## Campus
Els seus centres estan dividits en diversos campus repartits per Madrid: 
- Ciutat Universitària
- Campus de Montegancedo (Facultat d'Informàtica i Centres d'Investigació)
- Campus Sud (Complex Politècnic de Vallecas)
- Campus Centre (Centres dintre del nucli urbà de Madrid: ETSI Industrials, EUIT Industrial, ETSI Mines i EUIT Obres Públiques)

## Antics alumnes cèlebres
Per ordre alfabètic:
- Francisco Álvarez Cascos (Enginyer de Camins), ex-vicepresident i ministre del Govern.
- Josep Borrell (Enginyer Aeronàutic), President del Parlament Europeu
- Leopoldo Calvo Sotelo (Enginyer de Camins), expresident del Govern
- Jaime Caruana (Enginyer de Telecomunicació), governador del Banc d'Espanya
- Pedro Duque (Enginyer Aeronàutic), astronauta
- Rafael Moneo, arquitecte
- Rafael Benítez, INEF, entrenador de futbol.
- Florentino Pérez (Enginyer de Camins), president del Reial Madrid i president de la constructora ACS
- Leonardo Torres Quevedo (Enginyer de Camins), inventor
- Práxedes Mateo Sagasta (Enginyer de Camins), president del govern d'Espanya
- Miguel Ángel Valero (Enginyer de Telecomunicació), actor (va interpretar el personatge de Piraña, a Verano azul)
- Juan Miguel Villar Mir (Empresari i polític)